# Cortex cellulaire

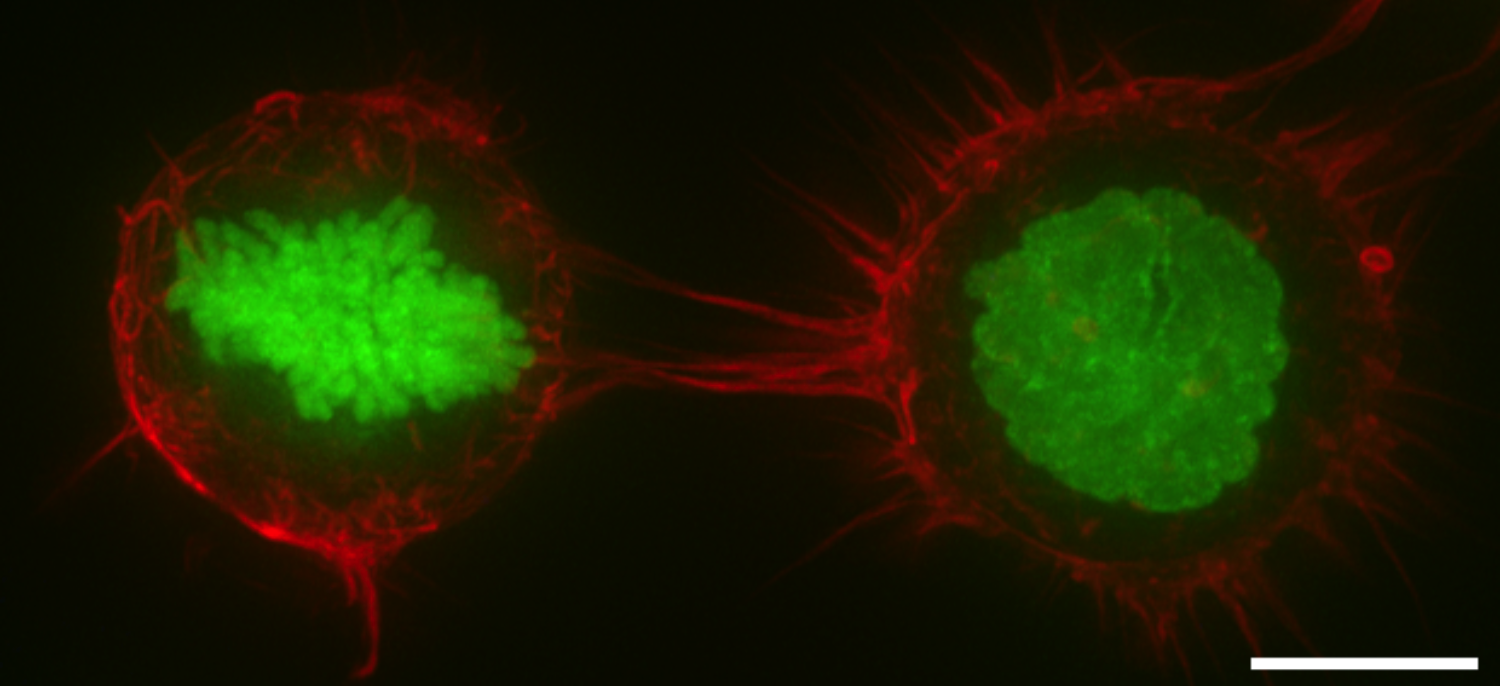
Distribution de la F-actine dans le cortex cellulaire, comme le montre la coloration à la rhodamine-phalloïdine de cellules HeLa qui expriment de façon constitutive l'Histone H2B-GFP pour marquer les chromosomes. La F-actine est ainsi représentée en rouge, tandis que l'Histone H2B est affichée en vert. La cellule de gauche est en mitose, comme le démontre la condensation des chromosomes, tandis que la cellule de droite est en interphase (comme déterminé par un noyau cellulaire intact) dans un état de suspension. Dans les deux cas, la F-actine est enrichie à la périphérie de la cellule. Barre d'échelle : 10 micromètres.

Le cortex cellulaire (cortex en latin signifiant écorce) est une couche spécialisée de cytoplasme sur la face interne de la membrane plasmique et qui sert de support mécanique à celle-ci. Dans les cellules animales le cortex est une couche riche en actine responsable des mouvements de la surface de la cellule,. Chez les plantes, le cortex est renforcé par des microtubules corticaux sous la membrane. La direction de ces microtubules détermine dans quelle direction la cellule s'allonge en grandissant.
Chez certaines cellules animales, des protéines nommées spectrines sont présentes dans le cortex. La spectrine crée un réseau en réticulant entre eux des filaments d'actine. Les proportions de spectrine et d'actine varient selon le type cellulaire.